# スターガール (映画)
 『スターガール』（原題：Stargirl）は、 2020年制作のアメリカ合衆国の恋愛映画。 
ごく普通の高校生であるリオが、ウクレレを弾く不思議な少女スターガールと出会い、リオはスターガールの型にはまらない生き方を見て、自分自身や世界の見方を変えてゆく物語である。 
この映画は、NBCテレビのオーディション番組「アメリカズ・ゴット・タレント」で優勝を果たしたグレース・ヴァンダーウォールが主演を務め、批評家からはノスタルジックな雰囲気を絶賛する声が多く寄せられている。 

## あらすじ
リオ・ボーロック（グラハム・ヴァーチャー）はマイカ・ハイスクールに通うごく普通の高校生。学校でそこそこの成績の彼は、マーチングバンドの一員であり、目立たないように生活してきた。しかしスターガール・キャラウェイ（グレース・ヴァンダーウォール）に出会ったことで彼の人生は変化する。自信に満ちたこの興味深い転校生はウクレレを弾き、周囲の目を引く。彼女は日常生活の中から不思議な力を見つけ出し、何気ない仕草で人々を感動させる。彼女の風変わりな人柄はリオや他の生徒を惹きつけ、リオはそんな彼女に夢中になるが、しかしあっという間に彼女は無視や冷笑の的となる。 

## キャスト
※括弧内は日本語吹替
- グレース・ヴァンダーウォール : スターガール（伊瀬茉莉也）
- グラハム・ヴァーチャー: リオ・ボーロック（鈴木裕斗）
- ジャンカルロ・エスポジート : アーチ・ブルベーカー（斉藤次郎）
- カラン・ブラル : ケヴィン・シン（松浦義之）
- ダービー・スタンチフィールド : グロリア・ボーロック（恒松あゆみ）
- マキシミリアーノ・ヘルナンデス : ロビノー先生（金光宣明）
- コリン・ブラックフォード : ベニー・ブリトー（宮崎遊）
- アリソン・ウェントワース : ドリ・ディルソン（松嶌杏実）
- ジュリオセサル・チャベス : アラン・フェルコ（林大地）
- アルテミス : マロリー・フランクリン（中井美琴）
- ガブリエラ スロジャワン : キム（織江珠生）
- シェルビー・シモンズ : ヒラリー・キンブル（村中知）
- アレックス・ジェームズ : ザック・ジェームス（露崎亘）
- ルシンダマーカー : サターズ校長（寺内よりえ）
- サラ・アーリントン : アナ・キャレイウェイ（滝沢久美子）

## 評価
レビュー・アグリゲーターのRotten Tomatoesでは40件のレビューで支持率は68%、平均点は6.20/10となった。Metacriticでは13件のレビューを基に加重平均値が61/100となった。

## 続編
続編となる映画『 ハリウッド・スターガール』が2022年6月3日にDisney+で配信された。スターガール・キャラウェイが主人公で、アリゾナ州からロサンゼルスに引っ越すところから物語は始まる。

## 配信打ち切り
2023年5月、ウォルト・ディズニー・カンパニーは動画配信事業における赤字を削減するため、一部作品の配信を今後取り止めることを表明。同月に配信打ち切り予定作品のリストが社内に公開され、本作品もその対象に入っていることが報じられた。その後、同月27日3時（アメリカ東部標準時）にDisney+から本作品が削除された。